# Distretto di Büyükorhan
Il distretto di Büyükorhan (in turco Büyükorhan ilçesi) è uno dei distretti della provincia di Bursa, in Turchia.